# Nguyễn Văn Hiếu
Nguyễn Văn Hiếu est un général vietnamien né à Tianjin le 23 juin 1929 et mort assassiné à Bien Hoa le 8 avril 1975.

## Biographie
Né de parents vietnamiens le 23 juin 1929 à Tianjin en Chine. En 1933, sa famille déménage à Shanghai où son père travaille à la Sûreté française dans la concession française. Il fait ses études secondaires au Collège français et poursuit ses études supérieures à l'Université Aurore. En 1949, lorsque les communistes chinois prennent le contrôle de Shanghai, sa famille rentre au Viêt Nam.
En 1950, il entre à l’École militaire de Dalat et sort deuxième de sa promotion le 1er juillet 1951.
En 1963, il est diplômé du Command and General Staff College aux États-Unis.
Ses affectations incluent : 3e bureau/état-major général, 3e bureau/1er corps d'armée, chef d'état-major de la 1re division, commandant intérimaire de la 1re division, chef d'état-major du 2e corps d’armée, deux fois commandant de la 22e division, commandant de la 5e division, commandant adjoint du 1er corps d'armée, ministre d'anticorruption sous le vice-président Tran Van Huong, commandant adjoint du 3e corps d'armée.
Il a été assassiné par la bande du général Nguyễn Văn Toàn, commandant du 3e corps d'armée, le 8 avril 1975 au quartier général du 3e corps d’armée, à Bien Hoa et le 10 avril 1975 il a été promu à titre posthume au rang de général de corps d’armée.

## Ses batailles et opérations

### Quyết Thắng 202 (Đỗ Xá), 1964
Colonel Hieu, chef d’état major du 2e corps d’armée, conçoit et exécute l’opération Quyet Thang 202  visant directement au bastion Việt Cộng impénétrable à Do Xa, incrusté profondément dans les chaînes montagneuses annamites, à la jonction des trois provinces de Kontum, Quang Ngai et Quang Tin, du 27 avril à 27 mai 1964.
Le 50e régiment de la 25e division sous le commandement du commandant Phan Trong Trinh, quatre bataillons de Rangers sous le commandement du commandant Son Thuong et un bataillon de parachutistes sous le commandement du capitaine Ngo Quang Truong participent à l’opération.
Les troupes sont transportées aux deux lieux de débarquement par trois escadrons d’hélicoptères : USMC HMM-364 Squadron, 117(th) et 119(th) Squadron de l’US Army 52d Aviation bataillon.
Les Việt Cộng attaquent férocement les hélicoptères pendant les débarquements des troupes les deux premiers jours, puis disparaissent dans les montagnes, évitant les contacts avec les envahisseurs. L’opération Do Xa a obtenu les résultats suivants : un réseau de communication du commandement Việt Cộng composé de cinq stations, dont l'une servait pour communiquer avec Nord Viet Nam, et les quatre autres pour communiquer avec les unités Việt Cộng provinciales, a été détruit ; l’ennemi a perdu 62 tués, 17 capturés, deux mitrailleuses de calibre 52, une mitrailleuse de calibre 30, 69 armes individuelles, et une large quantité de mines et grenades, des équipements de génie, des explosives, des médicaments, et des documents ; en outre, 185 installations, 17 tonnes de nourriture et 292 hectares de récolte ont été détruits.

### Thần Phong II
En 1966, les Communistes attaquent partout dans les Hauts Plateaux appartenant à la 2e région militaire. En juin 1965, trois régiments ANV (32e certainement, 33e peut-être et 66e pas sûr) isolent complètement les Hauts Plateaux. Les unités ARVN ne pouvaient pas utiliser les routes nationales 1, 11, 14, 19 et 21, et tous les ravitaillements se faisaient par air.
Le 8 juillet 1965, le général Vinh Loc confie au colonel Hieu, chef d’état-major du 2e corps d’armée, la planification et l’exécution du plan de débloquer la route nationale 19.
Contraire à la pratique générale d’opération de déblocage routière qui consiste à concentrer les troupes nécessaires pour détruire en étapes graduelles les embuscades établies par l’ennemi le long de la route, le colonel Hieu a l’intention d’interdire l’ennemi d’établir les points d’embuscade en recourant à la tactique de diversion. De J-6 à J+2, il ordonne à la 22e division et au 3e escadron de blindés d’attaquer de Quy Nhơn à Tuy Hòa le long de la route nationale 1 ; à la 2e force de frappe composée de parachutistes de reprendre le district de Le Thanh avec les forces régionales et le Groupe de défense de civils irréguliers ; à la Force de frappe Alpha MCVN et au 42e régiment d’attaquer de Pleiku vers le nord à Dak Sut sur la route nationale 14 ; et au 20e Groupe de génie de combat d’attaquer de Phu Bon à Tuy Hoa pour réparer la route interprovinciale 7.
Après avoir semé la confusion parmi les troupes ennemies avec ces grandes opérations simultanées, le colonel Hieu, « presse les Viet Cong de trois directions avec des mouvements déclenchés de Pleiku et Qui Nhon et un enveloppement vertical du nord d'An Khe. Ces manœuvres sont exécutés par une force de frappe du secteur Pleiku partant de Pleiku, deux forces de frappe de la 22e division d'infanterie partant de Qui Nhon, et une force de frappe de deux bataillons de parachutistes héliportés au nord d'An Khe et attaquant vers le sud avec la force de frappe Alpha de la brigade de marines effectuant le renouement », et « positionne des réserves fortes composées de trois bataillons (un ranger, un marine, et un parachutiste) et deux troupes blindées aux points tactiques : Pleiku, Soui Doi, An Khe, et Mang Pass. » Toutes ces actions ont pour résultat le libre parcours des convois de transports pendant 5 jours depuis J+3 à J+7, « permettant un amassement initial de 5 365 tonnes d'approvisionnements à Pleiku. » Après quoi, les unités opérationnelles se retirent à leurs camps pendant J+8 et J+9.
L’Opération Than Phong a pour conséquence que « les convois ont transfusé une nouvelle vie aux Hauts-Plateaux. Avec une baisse immédiate de 25 à 30 pour cent du prix de nourriture et de marchandises, la population a retrouvé leur sentiment de sécurité, de confiance et d'espoir. Les écoliers à Pleiku se sont portés volontaires pour décharger les cargaisons, et les gens qui ont commencé à évacuer maintenant retournent à leurs fermes. »

### Pleime, 1965
Après une tentative infructueuse de prendre le camp des Forces spéciales de Duc Co en août 1965, le général Vo Nguyen Giap lance la campagne hiver-printemps visant à découper le Sud Vietnam, en deux pièces, de Pleiku dans les Hauts Plateaux à Qui Nhon dans la région littorale. Le plan du général Chu Huy Man, commandant VC était le suivant ;
1. le 33e régiment ANV fait semblant d’attaquer le camp Pleime pour inciter le 2e corps d’armée d’envoyer une colonne de secours de Pleiku ;
2. le 32e régiment ANV établit une embuscade pour détruire la colonne de secours (une cible facile sans le support d’artillerie d’alentour) ;
3. après la destruction de la colonne de secours, le 32e régiment ANV joint ses forces à celles du 33e régiment ANV pour prendre le camp Pleime 4. pendant ce temps, avec la défense de Pleiku affaiblie par l’envoi des troupes de secours à Pleime, le 66e régiment AVN entame une attaque préliminaire contre le quartier général du 2e corps d’armée, attendant les 32e et 33e régiments ANV de saisir le camp Pleimet et joindre forces pour attaquer et occuper Pleiku.

Afin de parer les mouvements du général Chu Huy Man le général Hieu, chef d’état-major du 2e corps d’armée, élabore avec la 1re division de cavalerie US le plan suivant:
1. le 2e corps d’armée fait semblant de mordre l’appât en renforçant le camp Pleime avec une unité de US Delta Force et d’une unité de parachutistes commandos ARVN ;
2. et envoie une force de frappe de Pleiku pour secourir le camp Pleime ;
3. la 1re division de cavalerie US prête une brigade pour renforcer la défense de Pleiku ;4. et transporte par hélicoptère les batteries d’artillerie à plusieurs emplacements près du lieu d’embuscade pour supporter la colonne de secours quand elle est attaquée.

Ce plan neutralise le 66e régiment ANV qui demeure inactif dans la région de Chu Prong, détruit le 33e régiment ANV au point d’embuscade, et le 32e régiment ANV a dû abandonner le siège du camp Pleime et bat en retraite découragé dans les forêts environnantes.

### Liên Kết 66
Le 42e régiment de la 22e division, renforcé par la 3e Force de frappe de parachutistes qui a fonction d’établir une position de blocage sur la pente de la montagne, rejoint avec un escadron blindé de M113, menant une opération de balayage de la route nationale 1 à la montagne au col Phu Cu dans la province Binh Dinh. Les fantassins en formation de déploiement accompagnent les véhicules blindés M113s donnent l'assaut, à la suite d'un barrage de feux d'artillerie. Le commandant de la Force de Frappe de parachutistes, le lieutenant-colonel Nguyen Khoa Nam observe la bataille de la pente de la montagne avec sa binoculaire, et s'exclame, "Le colonel Hieu conduit ses troupes comme un officier de chars de métier, et les combattants de la 22e division luttent avec autant d'élégance que nos parachutistes."

### Đại Bàng 800
Février 1967, sous l'impulsion de la 22e DI, l'opération est née trois jours après la rentrée bredouille de la 1re div. Cavalerie US à sa base après a une vaine recherche de l'ennemi dans leur secteur. Contrairement à la tactique des Américains, l'opération Dai Bang consiste à piéger l'ennemi. Une "proie" a été désignée, il s'agissait d'un régiment de la 22e DI. Celui-ci devait installer son campement dans la région de Phu My en sachant très bien que leur présence et leur faible effectif seraient remarqués par les espions ennemis. Dans la foulée, un Bataillon mécanisé renforçant par un escadron blindé se cachaient à environ de 10 km de là hors de la vue de l'ennemi. Aiguisé par une proie vulnérable, un régiment Việt Cộng (de la 3e ANV) mena l'attaque vers 2 heures du matin. Dès le signal du commandant de "la proie", les unités de réserves ont immédiatement coupé la route de retrait de l’ennemi et l’ont attaqué par-derrière. Après trois heures de lutte acharnée, les Việt Cộng se retirèrent, laissant sur place, 300 cadavres et une multitude d'armement de tout calibre.

### Toàn Thắng 46
La 70e é de Conseillers militaires américains rapporte:
- Contexte. De mai à juillet 1970, la 5e division a participé à l'excursion militaire au Cambodge avec l'Opération Toan Thang 46 dans la région d'Hameçon de Poisson au nord de Loc Ninh.

Cette région était considérée comme étant utilisée par la 5e division de l'ANV comme un emplacement du quartier général et d'une zone d'entraînement, et du 70e Groupe de Service Arrière qui transportait le ravitaillement le long de la route nationale de la Jungle de Serges. Les éléments de la 5e division de l'ANV ont été identifiés avec les éléments du 70e Groupe de Service Arrière et ses hôpitaux affiliés.
- Mission. Attaquer et détruire les 70e et 80e Groupes de Service Arrière: un hôpital et un centre d'entraînement. Les éléments de la division localiseront et détruiront ou évacueront les caches de nourriture, munitions, armes et produits médicaux dans la région opérationnelle.
- Planification. En préparation pour cette opération cambodgienne, le commandant général Nguyen Van Hieu de la 5e division avec son 3e bureau, le commandant de la DCAT, et le 3e bureau de la DCAT établissent la coordination initiale avec le commandant général Casey de la 1re division de Cavalerie et son 3e bureau. Après l'achèvement de cette coordination initiale, le commandant adjoint de la 5e division, le commandant du 9e régiment, et le 3e bureau de la DCAT effectuent la coordination directe avec le 11e régiment de Cavalerie Blindée américaine. Pendant l'opération, la coordination est effectuée par le commandant du 9e régiment et son commandant de la DCAT au sujet de l'occupation commune du Camp de Soutien Gonder par les éléments du 9e régiment et de la 1re division de Cavalerie.
- Exécution. L'Opération Toan Thang 46 a été conduite en 5 phases: Phase I est la phase d'attaque. Phase II, III et IV sont les phases de chercher et détruire l'ennemi. Phase V est la phase de repli.

### Toàn Thắng 8/B/5
L'Équipe 70e de Conseillers Militaires Américains rapporte:
- Contexte: La 5e division a été notifiée par le quartier général du 3e Corps le 14 octobre 1970, de préparer des opérations de combat limitées dans la région Snoul du Cambodge, dans le but de détruire les forces et les installations de l'ennemi et d'obtenir de l'information sur l'ennemi. L'Opération Toan Thang a été conduite du 23 octobre au 10 novembre 1970.
- Ennemi:
  1. 5e division de l'ANV: 174e régiment, 275e régiment, Z27e Bataillon de Recon ;
  2. 86e Groupe de Service Arrière, C11 (Médicale) ;
  3. C1/K2 Force de Guérilleros (nord ouest de Snoul) ;
  4. Force de Guérilleros, Marché de la Cité de Snoul ;
  5. Force de Guérilleros, K'bai Trach, sud ouest de Snoul.
- Mission. Détruire les forces ennemies, les installations ennemies, et obtenir information sur l'ennemi aux alentours de Snoul.
- Planification.
  1. Le commandant général de la 5e division, le général de division Hieu avec son 3e bureau, est chargé de la planification des détails de toute l'opération.
  2. La Composition des forces opérationnelles est formée par 3 Forces de Frappe: FF1 (commandée par le commandant du 1er régiment de Cavalerie Blindée), FF9 (commandée par le commandant du 9e régiment) et FF333 (commandée par le commandant du 3e Groupe de Rangers). FF333 est confiée la protection et la sécurité de la route principale de ravitaillement. Le Plan d'Opération de la division a été approuvé par le 3e Corps le 21 octobre 1970. La réunion de coordination finale a eu lieu le 22 octobre 1970, présidée par le commandant général de la 5e division à Lai Khe, et étaient présents tous les commandants impliqués.
- Exécution : L'Opération Toan Thang 8/B/5 est composée de 3 phases. Phase I: avance de contact et contact aux alentours de Snoul. Phase II: avance vers le nord de Snoul. Phase III est la phase de repli.

### Toàn Thắng TT02 (Snoul 1971)
Fin 1970, le général Hieu propose au général Tri le plan d’attirer l’ennemi avec un régiment placé à Snoul situé dans le territoire cambodgien, au nord de Loc Ninh sur la route nationale 13. Les Communistes ont 3 divisions (5e, 7e et 9e) en opération dans cette région. Le 3e corps d’armée est prêt à engager toutes ses 3 divisions (5e, 18e et 25e) dans le cas les Communistes osent introduire une, deux ou toutes trois divisions dans le champ de bataille. Malheureusement, le général Tri meurt soudainement dans un accident d’hélicoptère vers fin février 1971, et le général Minh, son remplaçant, ne veut pas poursuivre la ruse jusqu’au bout, lorsque la 8e Force de Frappe a réussi à attirer l’ennemi qui s’amasse autour de Snoul avec deux divisions. Les troupes assiégées de la 8e Force de Frappe, lorsque la colonne de secours et les bombardiers B-52 n’apparaissent nulle part à l’horizon, sont sur le point de lever le drapeau blanc. Cependant, le général Hieu exécute à temps son plan de retraite pour ramener ses troupes à Loc Ninh. Le repli des troupes se fait en trois étapes :
1. le 29/5/1971, le 1/8e Bataillon perce à travers la ligne de blocage ennemie à l’avant-poste au nord pour rejoindre le Poste de Commande de la 8e Force de Frappe situé au marché de Snoul ;
2. le 30/5/1971, la 8e Force de Frappe utilise le 1/8e Bataillon comme tête de lance pour percer la ligne de blocage ennemie, suivi par le 2/8e Bataillon, le Poste de Commande de la Force de Frappe, le 1er Escadron Blindé avec le 2/7e Bataillon couvrant l’arrière, pour se retirer de Snoul à l’emplacement défendu par le 3/8e Bataillon à 3 kilomètres sud-est sur la route nationale 13 ;
3. le 31/5/1971, le 3/8e Bataillon remplace le 1/8e Bataillon comme tête de lance pour percer la ligne de blocage ennemie, suivi par le 3/9e Bataillon, le 2/7e Bataillon, le Poste de Commande de la Force de Frappe, le 1er Escadron Blindé avec le 1/8e Bataillon couvrant l’arrière, permettant à la 8e Force de Frappe d’atteindre la frontière sur un parcours de 3 kilomètres et de retourner à Loc Ninh.

### Svay Riêng, 1974
En 1974, en tant que commandant adjoint d’Opérations/3e corps d’armée, assistant au général Pham Quoc Thuan, le général Hieu a effectué la tactique Blitzkrieg (guerre éclaire) afin de soulager la pression exercée par la 5e division ANV provenant de la Province Svay Rieng dans la région du Bec de Perroquet à l’intérieur du territoire cambodgien visant au camp Duc Hue. En premier lieu, il utilise vingt bataillons mobiles d’infanterie pour encercler la région du Bec de Perroquet. En second lieu, le 27 avril, il lance le 49e régiment d’Infanterie et le 7e Groupe de Rangers à travers marais autour de Duc Hue vers la direction de la frontière cambodgienne, et les avions de l’AFVN pour attaquer les positions des unités de la 5e division AVN. En même temps, il dépend sur deux bataillons de la Force Régionale appartenant au 4e corps d’armée pour se déplacer de Moc Hoa vers le nord afin d’établir des positions de blocage sur le côté sud-ouest de la région de bases logistiques et de repos de troupes de la 5e division ANV.
Le 28 avril, le général Hieu lance onze bataillons sur le champ de bataille pour effectuer l’opération préliminaire en préparation de l’offensive principale.
Le matin du 29 avril, trois escadrons blindés de la Force de Frappe d’Assaut du 3e Corps foncent à travers la frontière cambodgienne de l’ouest Go Dau Ha, visant directement le quartier général de la 5e division ANV.
En même temps, une force de frappe composant l’infanterie et l’unité blindée du 4e corps d’armée, de Moc Hoa, manœuvre à travers la frontière cambodgienne dans la région du Pied d’Eléphant pour menacer la retraite du 275e régiment AVN. Les trois escadrons blindés continuent leur avance en trois filées jusqu’à 16 kilomètres à l’intérieur du territoire cambodgien avant de virer sud vers la Province de Hau Nghia, et les hélicoptères débarquent par surprise les troupes sur les positions ennemies, tandis que d’autres unités ARVN effectuent des opérations rapides dans la région entre Duc Hue et Go Dau Ha.
Le 10 mai, lorsque les dernières unités ARVN retournent à leur camp, les réseaux de communications et de ravitaillements ennemis ont été saccagés à fond. Les Communistes ont souffert 1 200 morts, 65 prisonniers, et de tonnes d’armes capturées ; tandis que, grâce à la vitesse, le secret et la coordination d’une opération à multi-facettes, l’ARVN a seulement souffert moins de 100 morts.

## Ministre d’Anticorruption
Le Vice-Président Tran Van Huong nomme général Hieu au poste de ministre d’Anticorruption le 10 février 1972. Il occupe ce poste jusqu’en octobre 1973. À l’époque la corruption est répandue parmi les cadres ARVN, dans l’armée, l’administration, la police, la compagnie d’électricité, Air Vietnam, la douane, etc.. Le général Hieu a choisi d’attaquer en tout premier lieu le Fond de d’Epargne Militaire. Après une enquête de cinq mois, il présente ses trouvailles en détail sur la télévision nationale le 14 juillet 1972. Comme résultat, le ministre de la Défense, le général Nguyen Van Vy et sept autres colonels ont été limogés et le Fond d’Epargne Militaire a été dissous.
Cependant, le général Hieu n’a pas été autorisé à enquêter sur les autres cibles de corruption. Le président Thieu limite ses pouvoirs d’enquête au niveau de chef de district et une approbation présidentielle préalable est requise avant d’entamer une enquête au niveau de chef de province. Ces limitations découragent le général Hieu qui cherche à retourner servir dans l’armée tout en déclarant, Ou nous corrigeons nos fautes ou les Communistes les corrigeront pour nous.

## Doutes concernant sa mort
Le soir du 8 avril 1975, une nouvelle sort du quartier général du 3e corps d’armée à Bien Hoa que le général Hieu a trouvé la mort dans son bureau. On soupçonne immédiatement le général Nguyen Van Toan, commandant du 3e corps d’armée, comme il avait la réputation d’être corrompu, alors que le général Hieu était très honnête, et en plus, a tenu la position de ministre d’anticorruption sous le vice-président Tran Van Huong.
Le jour suivant, après avoir assisté à la conférence de presse militaire, le correspondant de l’agence UPI dépêche la nouvelle suivante:
 SAIGON (UPI) - Le commandant adjoint des troupes Sud Vietnamien de la défense de la région de Saigon a été découvert tué par balle dans la nuit du Mardi à la suite d'une altercation avec son supérieur au sujet des tactiques à suivre. D'après Les autoritaires militaires il se serait suicidé. Ces dernières ont affirmé que le général de division Nguyen Van Hieu a été découvert mort d'une balle dans sa bouche dans son bureau du 3e Corps d'armée situé au bord du terrain d'aviation de Bien Hoa, à 14 miles nord-est de Saigon. On ne sait pas si la cause de cette mort est liée au bombardement du palais présidentiel de Nguyen Van Thieu du mardi matin.
Ce paragraphe soulève trois doutes:
- une dispute sur la tactique serait la cause pour laquelle le général Toan a tué le général Hieu?
- pourquoi la blessure causée par la balle a été placée dans la bouche, alors qu’en réalité l’emplacement de l’entrée de la balle était sur le menton ?
- le Président Thieu s’est-il affolé à la suite du bombardement de son palais le matin, et croit que le général Hieu est en train de fomenter un coup d’État pour le renverser, et a ordonné au général Toan de tuer le général Hieu?

Quelques jours plus tard, le quartier général du 3e corps d’armée avance une autre explication: comme le général Hieu était un champion au pistolet et aime nettoyer lui-même son pistolet, il s’est accidentellement causé sa propre mort. On se demande comment est-ce possible qu’un droitier puisse bien se tirer par accident sur le menton, surtout sur le côté gauche du menton.
Basé sur l’emplacement, il est impossible pour le général Hieu de commettre le suicide – on ne se tire certainement pas sur le menton pour se tuer, ce qui explique pourquoi le porte-parole militaire indique la bouche, lorsqu’un correspondant demande où çà, pour apparaître plus plausible.
Toutes ces tentatives d’explication offertes par l’autorité militaire indique un effort de dissimulation d’un assassinat ordonné par le supérieur immédiat du général Toan et que la clique du général Toan exécutent au repère même du quartier général du 3e corps d’armée.